# Maeve Moroney-Plouffe
Maeve Moroney-Plouffe (8 juli 1999) is een Australisch wielrenster en baanwielrenster. In 2019 won Moroney-Plouffe de scratch tijdens de Oceanische kampioenschappen baanwielrennen. Op de weg won ze als junior in 2017 het Oceanisch kampioenschap tijdrijden.

## Belangrijkste Resultaten

### Baanwielrennen
| Jaar       | AK                                                        | OK                                                                                              | WK                                        | Overig                                                   |            |
| Als junior | Als junior                                                | Als junior                                                                                      | Als junior                                | Als junior                                               | Als junior |
| ---------- | --------------------------------------------------------- | ----------------------------------------------------------------------------------------------- | ----------------------------------------- | -------------------------------------------------------- | ---------- |
| 2017       | ploegenachtervolging · achtervolging · puntenkoers        |                                                                                                 |                                           |                                                          |            |
| Als elite  |                                                           |                                                                                                 |                                           |                                                          |            |
| 2016       | 5e koppelkoers                                            |                                                                                                 |                                           |                                                          |            |
| 2017       | ploegenachtervolging · 5e omnium · 7e koppelkoers         | koppelkoers · ploegenachtervolging · 4e omnium · 7e achtervolging · 8e puntenkoers · 8e scratch |                                           |                                                          |            |
| 2018       | koppelkoers · omnium                                      | achtervolging · ploegenachtervolging · 5e koppelkoers · 10e omnium                              |                                           |                                                          |            |
| 2019       | achtervolging · koppelkoers · 4e puntenkoers · 8e scratch | scratch · achtervolging · ploegenachtervolging · koppelkoers · puntenkoers · 5e omnium          |                                           | WB Brisbane: ploegenachtervolging                        |            |
| 2020       |                                                           |                                                                                                 | 5e ploegenachtervolging 10e achtervolging |                                                          |            |
| 2021       | koppelkoers                                               |                                                                                                 |                                           | Olympische Spelen: 5e ploegenachtervolging               |            |
| 2022       | achtervolging · koppelkoers                               |                                                                                                 | 4e ploegenachtervolging 6e achtervolging  | Gemenebestspelen: · ploegenachtervolging · achtervolging |            |
| 2023       |                                                           |                                                                                                 | 5e achtervolging 5e ploegenachtervolging  |                                                          |            |
| 2024       |                                                           |                                                                                                 |                                           | Olympische Spelen: 7e ploegenachtervolging               |            |

### Wegwielrennen
2017
 Oceanisch kampioene tijdrijden, junioren
2018
 Australisch kampioenschap tijdrijden, belofte
 Oceanisch kampioenschap tijdrijden, belofte
2021
 Australisch kampioenschap tijdrijden, belofte

#### Resultaten in voornaamste wedstrijden
|      | \| Jaar \| Gent-Wevelgem \| Parijs-Roubaix \| \| ---- \| ------------- \| -------------- \| \| 2023 \| opgave \| 101e \| \| 2024 \| opgave \| \| |                |
| Jaar | Gent-Wevelgem | Parijs-Roubaix |
| 2023 | opgave | 101e           |
| 2024 | opgave |                |

## Ploegen
- 2023 –  Team DSM-Firmenich
- 2024 -  Team DSM-Firmenich PostNL
- 2025 –  Hess Cycling Team

Barale · Ciabocco · Curinier · Georgi · Hengeveld · Jastrab · Koch · Kool · Labous · van der Meiden · Peperkamp · Plouffe · Rayer · Storrie · Uijen · Vinke
Bader (vanaf 16/7) · Barale · Barbieri · Ciabocco · Georgi · Hengeveld · Jastrab · Koch · Kool · Labous · van der Meiden (tot 30/7) · Nelson · Peperkamp · Plouffe · Rayer · Smith · Storrie · Uijen · Vinke